# Imbira
Imbira ist eine Gattung der Landplanarien, die in Südamerika verbreitet ist.

## Merkmale
Arten der Gattung Imibira haben einen langen, schlanken und flachen Körper mit parallel verlaufenden Seitenrändern. Sie erreichen eine Länge bis zu 14 Zentimetern. Die Augen verteilen sich auf den Körperseiten, jedoch nicht auf dem Rücken. Der Darm weist im Vergleich zu anderen verwandten Gattungen sowohl bauch- als auch rückenseitig eine weitere Muskelschicht auf. Im Kopulationsapparat fehlt ein permanenter Penis, dieser formt sind bei der Begattung durch Einfaltungen in der männlichen Geschlechtshöhle. Die weibliche Geschlechtshöhle ist rund mit einem mehrschichtigen Epithelgewebe aufgebaut.

## Etymologie
Der Name Imbira leitet sich von der Tupi-Sprache ab, die an der Atlantikküste Brasiliens gesprochen wurde. Er weist auf einen Streifen Borke hin, der von bestimmten Bäumen gezogen wird.

## Arten
Vier Arten werden der Gattung Imbira zugeordnet:
- Imbira flanovigra Amaral & Leal-Zanchet, 2018
- Imbira guaiana (Leal-Zanchet & Carbayo, 2001)
- Imbira marcusi Carbayo et al., 2013
- Imbira negrita Negrete & Brusa, 2017